# Шульженко, Николай Федосеевич
Николай Федосеевич Шульженко — советский хозяйственный, государственный и политический деятель.

## Биография
Родился в 1911 году. Член КПСС.
Образование высшее (окончил Ленинградский кораблестроительный институт)
С 1939 года — на хозяйственной, общественной и политической работе.
- В 1939—1945 гг. — инженер-конструктор судовых энергетических установок.[1]
- В 1945—1953 гг. — заместитель начальника отдела, заместитель главного конструктора подводной лодки в ЦКБ.[1]
- В 1953—1959 гг. — главный конструктор по энергетическим установкам, главный инженер ЦКБ.[1]
- В 1960—1963 гг. — главный конструктор атомной подводной лодки К-222.[1]
- В 1963—1974 гг. — начальник, главный конструктор ЦКБ «Малахит».[1]

C 1974 гг. — инженер-конструктор ЦКБ «Малахит».
Лауреат Ленинской премии (1964).
Умер в Санкт-Петербурге в 1992 году.

## Награды
- 2 ордена Ленина[1]
- Орден Октябрьской Революции[1]
- Орден Трудового Красного Знамени[1]